# 1900年全米選手権 (テニス)
1900年 全米選手権（1900ねんぜんべいせんしゅけん）に関する記事。

## 大会の流れ
- 1881年から1967年まで、全米選手権は各部門が個別の名称を持ち、大会会場も別々のテニスクラブで開かれた。これが他の3つのテニス4大大会と大きく異なる点である。
  - 男子シングルス　名称：全米シングルス選手権（U.S. National Singles Championship）／会場：ロードアイランド州、ニューポート・カジノ　（最初の会場、1914年まで）
  - 男子ダブルス　名称：全米ダブルス選手権（U.S. National Doubles Championship）／会場：ロードアイランド州、ニューポート・カジノ　（最初の会場に戻る。1894年-1914年まで）
  - 女子シングルス　名称：全米女子シングルス選手権（U.S. Women's National Singles Championship）／会場：ペンシルベニア州、フィラデルフィア・クリケット・クラブ　（女子部門競技はすべてこの会場、1887年-1920年まで）
  - 女子ダブルス　名称：全米女子ダブルス選手権（U.S. Women's National Doubles Championship）／会場：フィラデルフィア・クリケット・クラブ　（1889年-1920年まで）
  - 混合ダブルス　名称：全米混合ダブルス選手権（U.S. Mixed Doubles Championship）／会場：フィラデルフィア・クリケット・クラブ　（1892年-1920年まで）
- 男女シングルスでは、「チャレンジ・ラウンド」（Challenge Round, 挑戦者決定戦）と「オールカマーズ・ファイナル」（All-Comers Final）で優勝を決定した。男子シングルスでは第4回大会の1884年から実施されてきたが、女子シングルスは第2回競技の1888年から行われた。
  - 大会前年度優勝者を除く選手は「チャレンジ・ラウンド」に出場し、前年度優勝者への挑戦権を争う。前年度優勝者は、無条件で「オールカマーズ・ファイナル」に出場できる。チャレンジ・ラウンドの勝者と前年度優勝者による「オールカマーズ・ファイナル」で、当年度の選手権優勝者を決定した。
  - この年は、女子シングルスの前年度優勝者マリオン・ジョーンズが参加しなかった（ウィンブルドン選手権・パリオリンピック長期遠征と重なったため）。前年度優勝者が出場しなかった場合は「オールカマーズ・ファイナル」がなくなるため、チャレンジ・ラウンドの決勝結果を優勝記録表に掲載する。
  - 本年度の女子シングルスでは、出場選手が16名に増えたことから、チャレンジ・ラウンド本戦が4回戦制のトーナメントに拡大された。本記事では準々決勝以後の記録を掲載する。
- 競技ルールは、基本的にはウィンブルドン選手権に準拠して実施された。当時の女子シングルスには、他に類例のない特色がいくつかあった。
  - 1894年-1901年まで、女子部門競技（女子シングルス・女子ダブルス・混合ダブルス）の決勝戦が最大5セット・マッチで行われた。1894年からは、女子シングルスのチャレンジ・ラウンド決勝 → オールカマーズ・ファイナルで最大5セット・マッチを実施した。テニス4大大会の女子競技で最大5セット・マッチが行われたのは、1890年代-1901年の全米選手権だけである。
- 初期の全米選手権のように、外国人出場者が少なかった時期は、地元アメリカ人選手の国籍表示を省略する。

## 大会前年度優勝者
- 男子シングルス：マルコム・ホイットマン
- 女子シングルス：マリオン・ジョーンズ　［大会不参加、長期遠征のため］
- 男子ダブルス：ホルコム・ウォード＆ドワイト・デービス
- 女子ダブルス：マートル・マカティアー＆ジェーン・クレーブン
- 混合ダブルス：アルバート・ホスキンズ＆エリザベス・ラストール

## 男子シングルス

### チャレンジラウンド
準々決勝
- ビールズ・ライト vs. ドワイト・デービス　4-6, 4-6, 8-6, 6-3, 6-2
- ウィリアム・ラーンド vs. マルコム・チェイス　6-1, 6-1, 4-6, 6-0
- アーサー・ゴア vs.  アーネスト・ブラック　6-0, 7-5, 6-0
- ジョージ・レン vs. ロバート・レン　6-4, 6-1, 6-4

準決勝
- ウィリアム・ラーンド vs. ビールズ・ライト　11-9, 8-6, 1-6, 6-3
- ジョージ・レン vs.  アーサー・ゴア　9-7, 1-6, 0-6, 6-2, 6-2

決勝
- ウィリアム・ラーンド vs. ジョージ・レン　6-3, 6-2, 6-2

### オールカマーズ決勝
- マルコム・ホイットマン vs. ウィリアム・ラーンド　6-4, 1-6, 6-2, 6-2　（ホイットマンが本大会の優勝者になる）

## 女子シングルス

### チャレンジラウンド
準々決勝
- ドロテア・モリス vs. フルダ・スティール　6-2, 4-6, 7-5
- エディット・パーカー vs. ハリー・チャンプリン　8-6, 6-2
- マートル・マカティアー vs. マリー・ワイマー　6-3, 6-3
- モード・バンクス vs. マーガレット・ハンネウェル　6-3, 3-6, 6-3

準決勝
- エディット・パーカー vs. ドロテア・モリス　6-0, 6-2
- マートル・マカティアー vs. モード・バンクス　6-4, 7-5

決勝
- マートル・マカティアー vs. エディット・パーカー　6-2, 6-2, 6-0　（ここで優勝決定。マカティアーが本大会の優勝者になる）

## 決勝戦の結果
- 男子シングルス：マルコム・ホイットマン vs. ウィリアム・ラーンド　6-4, 1-6, 6-2, 6-2　［オールカマーズ決勝］
- 女子シングルス：マートル・マカティアー vs. エディット・パーカー　6-2, 6-2, 6-0　［チャレンジラウンド決勝、最大5セット・マッチ］
- 男子ダブルス：ホルコム・ウォード＆ドワイト・デービス vs. フレッド・アレクサンダー＆レイモンド・リトル　6-4, 9-7, 12-10
- 女子ダブルス：エディット・パーカー＆ハリー・チャンプリン vs. マートル・マカティアー＆マリー・ワイマー　9-7, 6-2, 6-2　［最大5セット・マッチ］
- 混合ダブルス：アルフレッド・コッドマン＆マーガレット・ハンネウェル vs. ジョージ・アトキンソン＆T・ショー　11-9, 6-3, 6-1　［最大5セット・マッチ］